# 萨莱诺湾

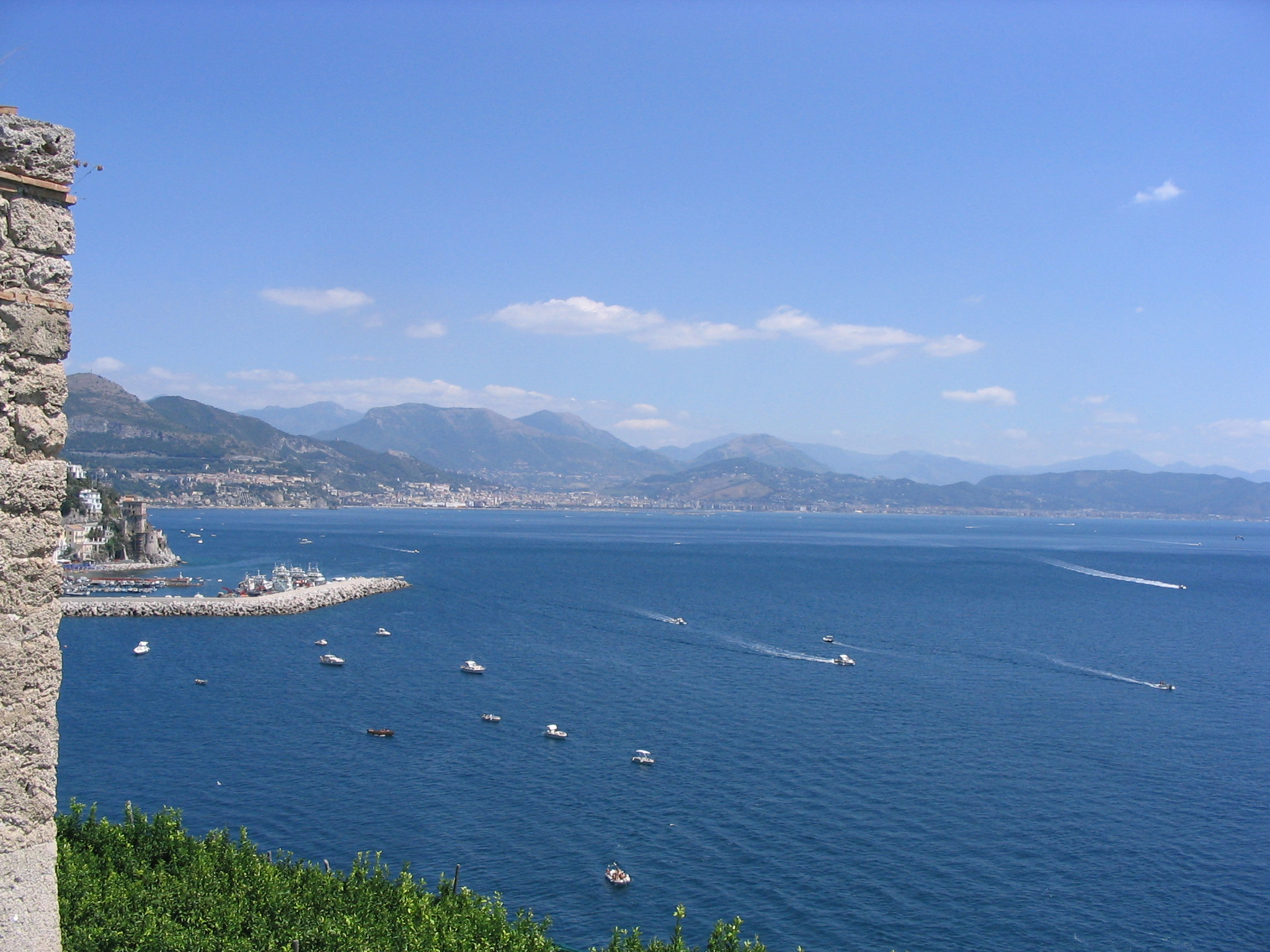
从阿马尔菲海岸看萨莱诺湾

萨莱诺湾（義大利語：Golfo di Salerno）是位于意大利南部坎帕尼亚大区萨莱诺省沿岸，第勒尼安海的一个海湾。萨莱诺湾的北岸是旅游热点地区阿马尔菲海岸，包括阿马尔菲、米诺利、波西塔诺等城镇以及萨莱诺市本身。
萨莱诺湾的北部以索伦托半岛与那不勒斯湾分隔开来，而南部是奇伦托海岸。
40°31′N 14°42′E / 40.52°N 14.7°E